# Chausseehaus (Steinsfeld)
Chausseehaus ist ein Gemeindeteil der Gemeinde Steinsfeld im Landkreis Ansbach (Mittelfranken, Bayern). Chausseehaus liegt in der Gemarkung Gattenhofen.

## Geografie
Die Einöde liegt am Saubach, der über den Steinbach zur Tauber entwässert. Östlich des Ortes, der an dessen Damm steht, ist der Kleine Lindleinsee angestaut, wenig weiter aufwärts der Große Lindleinsee, die beide den Kern des Naturschutzgebietes Vogelfreistätte Großer und Kleiner Lindleinsee bilden. 0,5 km nördlich erhebt sich die Lerchenhöhe (419 m ü. NHN). Die Staatsstraße 2419 führt über den Seedamm von Rothenburg ob der Tauber im Südsüdwesten nach Steinsfeld im Nordnordosten, deren Ortsränder zwischen 1,5 km und 2,5 km entfernt sind.

## Geschichte
Mit dem Gemeindeedikt (frühes 19. Jahrhundert) wurde Chausseehaus dem Steuerdistrikt Schweinsdorf und der Ruralgemeinde Gattenhofen zugeordnet. Im Zuge der Gebietsreform in Bayern wurde Chausseehaus am 1. Mai 1978 nach Steinsfeld eingemeindet.

### Einwohnerentwicklung
| Jahr      | 001818 | 001840 | 001861 | 001871 | 001885 | 001900 | 001925 | 001950 | 001961 | 001970 | 001987 | 002009 | 002015 | 002023 |
| Einwohner | 5      | 5      | 4      | 3      | 2      | 7      | 3      | 4      | 2      | 5      | 3      | 5      | 2      | 0      |
| Häuser    | 1      | 1      |        |        | 1      | 1      | 1      | 1      | 1      |        | 1      |        |        |        |
| Quelle    | [ 7 ]  | [ 8 ]  | [ 9 ]  | [ 10 ] | [ 11 ] | [ 12 ] | [ 13 ] | [ 14 ] | [ 15 ] | [ 16 ] | [ 17 ] | [ 18 ] |        | [ 1 ]  |

## Religion
Der Ort ist evangelisch-lutherisch geprägt und bis heute nach St. Michael (Gattenhofen) gepfarrt. Die Einwohner römisch-katholischer Konfession sind nach St. Johannis (Rothenburg ob der Tauber) gepfarrt. 2023 gibt es dort keine Einwohner mehr.